# Il'nur Al'šin
Il'nur Tufikovič Al'šin (in russo Ильнур Туфикович Альшин?; Tjumen', 31 agosto 1993) è un calciatore russo, attaccante del Fakel Voronež.

## Carriera

### Club
Nella stagione 2010 fa parte della rosa del Nara-ŠBFR, formazione militante nella terza divisione russa. Nel 2011 viene acquistato dallo Spartak Mosca, ma nell'arco di due anni non gioca alcun incontro ufficiale. Così nel 2013 viene ceduto al Fakel Voronež, con cui gioca tra seconda e terza divisione. Nel gennaio 2017 si trasferisce al Tosno, che al termine della stagione ottiene la promozione in massima serie. Il 22 luglio 2017 esordisce in Prem'er-Liga, nell'incontro perso per 2-0 contro il Krasnodar. Tuttavia nel mese di agosto, passa in prestito all'Avangard Kursk, in seconda divisione, che l'anno successivo lo riscatta. Nel gennaio 2019 si accasa al Tambov, con il quale al termine della stagione, si laurea vincitore del campionato cadetto russo. In estate viene acquistato dal Baltika, dove gioca per tre stagioni di seguito in seconda divisione. Nel 2022 fa ritorno al Fakel Voronež, questa volta in massima serie.

### Nazionale
Ha rappresentato le nazionali giovanili russe Under-17 ed Under-18.

## Statistiche

### Presenze e reti nei club
Statistiche aggiornate al 7 agosto 2022.
| Stagione        | Squadra         | Campionato      | Campionato | Campionato | Coppe nazionali | Coppe nazionali | Coppe nazionali | Coppe continentali | Coppe continentali | Coppe continentali | Altre coppe | Altre coppe | Altre coppe | Totale | Totale |
| Stagione        | Squadra         | Comp            | Pres       | Reti       | Comp            | Pres            | Reti            | Comp               | Pres               | Reti               | Comp        | Pres        | Reti        | Pres   | Reti   |
| --------------- | --------------- | --------------- | ---------- | ---------- | --------------- | --------------- | --------------- | ------------------ | ------------------ | ------------------ | ----------- | ----------- | ----------- | ------ | ------ |
| 2010            | Nara-ŠBFR       | 2D              | 16         | 0          | CR              | 0               | 0               |                    | -                  | -                  |             | -           | -           | 16     | 0      |
| 2013-2014       | Fakel Voronež   | 2D              | 14         | 2          | CR              | 1               | 0               |                    | -                  | -                  |             | -           | -           | 15     | 2      |
| 2014-2015       | Fakel Voronež   | 2D              | 24         | 5          | CR              | 4               | 1               |                    | -                  | -                  |             | -           | -           | 28     | 6      |
| 2015-2016       | Fakel Voronež   | 1D              | 29         | 6          | CR              | 1               | 0               |                    | -                  | -                  |             | -           | -           | 30     | 6      |
| 2016-gen. 2017  | Fakel Voronež   | 1D              | 24         | 0          | CR              | 2               | 0               |                    | -                  | -                  |             | -           | -           | 26     | 0      |
| gen.-giu. 2017  | Tosno           | 1D              | 11         | 2          | CR              | 1               | 0               |                    | -                  | -                  |             | -           | -           | 12     | 2      |
| lug. 2017       | Tosno           | PL              | 1          | 0          | CR              | -               | -               |                    | -                  | -                  |             | -           | -           | 1      | 0      |
| 2017-2018       | Avangard Kursk  | 1D              | 28         | 7          | CR              | 6               | 0               |                    | -                  | -                  |             | -           | -           | 34     | 7      |
| 2018-gen. 2019  | Avangard Kursk  | 1D              | 22         | 2          | CR              | 2               | 0               |                    | -                  | -                  |             | -           | -           | 24     | 2      |
| gen.-giu. 2019  | Tambov          | 1D              | 9          | 0          | CR              | -               | -               |                    | -                  | -                  |             | -           | -           | 9      | 0      |
| 2019-2020       | Baltika         | 1D              | 25         | 4          | CR              | 3               | 0               |                    | -                  | -                  |             | -           | -           | 28     | 4      |
| 2020-2021       | Baltika         | 1D              | 38         | 6          | CR              | 1               | 0               |                    | -                  | -                  |             | -           | -           | 39     | 6      |
| 2021-2022       | Baltika         | 1D              | 34         | 4          | CR              | 4               | 1               |                    | -                  | -                  |             | -           | -           | 38     | 5      |
| 2022-2023       | Fakel Voronež   | PL              | 4          | 0          | CR              | 0               | 0               |                    | -                  | -                  |             | -           | -           | 4      | 0      |
| Totale carriera | Totale carriera | Totale carriera | 279        | 39         |                 | 25              | 2               |                    | -                  | -                  |             | -           | -           | 304    | 41     |

## Palmarès

### Club

#### Competizioni nazionali
- Pervenstvo Futbol'noj Nacional'noj Ligi: 1

Tambov: 2018-2019